# 熱拉爾山脈國家公園

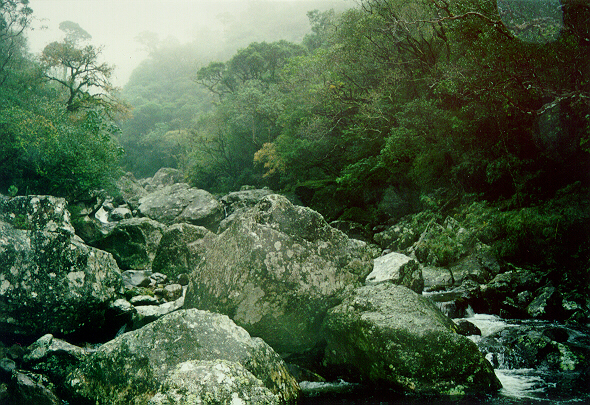

29°06′50″S 49°58′52″W / 29.114°S 49.981°W
熱拉爾山脈國家公園（葡萄牙語：Parque Nacional da Serra Geral），是巴西的國家公園，位於該國南部南里奧格蘭德州和聖卡塔琳娜州，處於熱拉爾山脈，成立於1992年5月20日，佔地1.7萬公頃。